# والاس تورنر
والاس تورنر (بالإنجليزية: Wallace Turner) هو صحفي أمريكي، ولد في 15 مارس 1921 في تيتوسفيل في الولايات المتحدة، وتوفي في 18 سبتمبر 2010 في سبرينغفيلد في الولايات المتحدة.